# Jan Paweł Gawlik
Jan Paweł Gawlik (ur. 3 maja 1924 we Lwowie, zm. 22 marca 2017 w Krakowie) – polski eseista, teatrolog, krytyk teatralny, publicysta, dramaturg.

## Życiorys
Pochodził ze Lwowa. Podczas wojny żołnierz Okręgu Lwowskiego Armii Krajowej. W 1946 zamieszkał w Krakowie. Ukończył studia na Akademii Handlowej w Krakowie oraz Szkołę Nauk Politycznych przy Wydziale Prawa UJ i Studium Dziennikarskie UJ. Pracował jako asystent w Katedrze Ekonomii Akademii Handlowej prowadzonej przez Feliksa Młynarskiego. Następnie był pracownikiem Muzeum Narodowego w Krakowie, Wydawnictwa Literackiego i redakcji Życia Literackiego. W latach 50. współpracował z redakcją Tygodnika Powszechnego. Wraz z Leopoldem Tyrmandem, Zbigniewem Herbertem, Tadeuszem Chrzanowskim należał do założonej przez Stefana Kisielewskiego grupy dyskusyjnej Partia Wariatów Liberałów. W latach 1968–1970 kierownik literacki Teatru Rozmaitości w Krakowie.
W 1970 objął stanowisko dyrektora naczelnego i kierownika artystycznego Starego Teatru im. Heleny Modrzejewskiej w Krakowie zastępując na tej funkcji Zygmunta Hübnera, który w 1969 zrezygnował protestując przeciw ingerencjom cenzury w działalność teatru. Kontynuował linię artystyczną poprzedniej dyrekcji, dbając o utrzymanie wysokiego poziomu repertuaru i inscenizacji. Za jego dyrekcji przedstawienia w Starym Teatrze reżyserowali m.in. Konrad Swinarski, Andrzej Wajda, Jerzy Jarocki, Jerzy Grzegorzewski, Krystian Lupa oraz Krzysztof Kieślowski, Agnieszka Holland i Krzysztof Zanussi. W 1974, wraz Jerzym Jarockim, Konradem Swinarskim i Andrzejem Wajdą nagrodzony „za nowatorską działalność teatralną, która wzbudziła szeroki oddźwięk społeczny” prestiżowym wyróżnieniem Drożdże, przyznawanym przez tygodnik „Polityka”.
W 1980, w następstwie porozumień sierpniowych w Starym Teatrze działalność rozpoczął NSZZ „Solidarność”, który pod przewodnictwem Jerzego Stuhra reprezentował zespół artystyczny w sporze z dyrekcją i ostatecznie doprowadził do dymisji Gawlika i zastąpienia go popieranym przez artystów teatru kompozytorem Stanisławem Radwanem.
W międzyczasie, w 1977 objął kierownictwo Teatru Telewizji, które sprawował do 1982. W latach 1983–1985 był jednocześnie dyrektorem Teatru Dramatycznego i Teatru Rzeczypospolitej w Warszawie. W 1985 powrócił do Krakowa, by objąć po Mikołaju Grabowskim stanowisko dyrektora Teatru im. Juliusza Słowackiego, które zajmował do przejścia na emeryturę w 1989.
Autor wielu publikacji na temat teatru i dramatów teatralnych, m.in. monografii o kabarecie Jama Michalika pt. Powrót do Jamy (1961), tomu szkiców Twarze teatru (1963), sztuk: Pokusa (1965) oraz: Egzamin, Tor, Wybór, Portret, Procedura, wydanych w tomie Propozycje (1969).
W 1989 odznaczony Krzyżem Komandorskim Orderu Odrodzenia Polski, a w 1984 Medalem 40-lecia Polski Ludowej. Laureat Nagrody Miasta Gdańska w Dziedzinie Kultury „Splendor Gedanensis” (1975)